# Гватемала на Светском првенству у атлетици на отвореном 1983.
Гватемала је учествовала на 1. Светском првенству на отвореном 1983. одржаном у Хелсинкију, Финска, од 7. до 14. августа.
На првенству у Хелсинкију Гватемалу је представљало 2 спортиста који су се такмичили у 3 дисциплине.
Гватемала није освојила ниједну медаљу али су остварена три лична рекорда.

## Учесници
| Мушкарци: - Angel Díaz — Десетобој | Жене: - Patricia Meighan — 400 м, Седмобој |  |

## Резултати

### Мушкарци
| Атлетичар  | Дисциплина | Лични рекорд | Квалификације | Квалификације | Четвртфинале | Четвртфинале | Полуфинале | Полуфинале | Финале   | Финале       | Детаљи |
| Атлетичар  | Дисциплина | Лични рекорд | Резултат      | Место         | Резултат     | Место        | Резултат   | Место      | Резултат | Место        | Детаљи |
| ---------- | ---------- | ------------ | ------------- | ------------- | ------------ | ------------ | ---------- | ---------- | -------- | ------------ | ------ |
| Angel Díaz | Десетобој  |              |               |               |              |              |            |            | 6.239 ЛР | 17 / 18 (25) |        |

### Жене
| Атлетичарка      | Дисциплина | Лични рекорд | Квалификације | Квалификације | Четвртфинале          | Четвртфинале          | Полуфинале            | Полуфинале            | Финале                | Финале       | Детаљи |
| Атлетичарка      | Дисциплина | Лични рекорд | Резултат      | Место         | Резултат              | Место                 | Резултат              | Место                 | Резултат              | Место        | Детаљи |
| ---------------- | ---------- | ------------ | ------------- | ------------- | --------------------- | --------------------- | --------------------- | --------------------- | --------------------- | ------------ | ------ |
| Patricia Meighan | 400 м      |              | 58,07 ЛР      | 6. у гр 5     | није се квалификовала | није се квалификовала | није се квалификовала | није се квалификовала | није се квалификовала | 28 / 33 (35) |        |
| Patricia Meighan | Седмобој   |              |               |               |                       |                       |                       |                       | 3.955 ЛР              | 20 / 20 (21) |        |